# 唐獅子警察
『唐獅子警察』（からじしけいさつ）は、1974年6月1日に東映で公開された日本映画。カラー、90分。

## 概要
芳文社の週刊漫画TIMESに連載されていた劇画作品をモチーフにしたヤクザ映画であり、性悪の父親の息子である腹違いの兄弟が、暴力団抗争の末に壮絶な死を遂げる。
予告編のBGMには、『殺し屋人別帳』、『日本暴力団 殺しの盃』、『日本暗黒史 血の抗争』の一部が使われている。

## 出演
- 片岡直人：小林旭
- 松井卓：渡瀬恒彦
- 福田キヨ：賀川雪絵
- 亮子：橘真紀
- 島田晶子：藤浩子
- 朝倉友幸：室田日出男
- 岩藤貢：北村英三
- 顔に傷のある男：曽根晴美
- 高坂幸雄：内田勝正
- 増沢利雄：有川正治
- 五味勇吉：川谷拓三
- 片岡組組員：志賀勝
- 成松隆夫：誠直也
- 英美：白川みどり
- アンジー・ストーム：アンジー・ストーム
- 矢島昭：西田良
- 三条宏：成瀬正孝
- 杉町紫一：沢美鶴
- あばた面の男：笹木俊志
- 松井たみ：岸本康子
- 津田美代：高木亜紀
- 狩野正夫：松本泰郎
- 益子徹：奈辺悟
- 市場幸次：森谷譲
- 須田茂：藤沢徹夫
- 栗原の若衆：木谷邦臣
- 津田芳夫：前川良三
- 司会者：平河正雄
- 賭場の客：宮城幸生
- 刑事：森源太郎
- 片岡徳松：佐川秀雄
- 松井組組員：鳥居敏彦
- スナック杏のママ：星野美恵子
- 片岡直人の少年時代：松田賢一
- 松井卓の少年時代：出張秀治
- 上田信吉：渡辺文雄
- 扇田慶十郎：河津清三郎
- 栗原友雄：安藤昇
- 久留島清作：志村喬

## スタッフ
- 企画：日下部五朗、松平乗道、田岡満
- 監督：中島貞夫
- 原案：かわぐちかいじ、滝沢解
- 脚本：野上龍雄
- 撮影：赤塚滋
- 美術：鈴木孝俊
- 音楽：広瀬健次郎
- 録音：荒川輝彦
- 照明：北口光三郎
- 編集：宮本信太郎
- 助監督：藤原敏之

## 同時上映
『色情トルコ日記』
- 脚本：掛札昌裕、中島信昭 / 監督：山口和彦 / 主演：梅宮辰夫

## 映像ソフト
- 2010年10月21日より、東映ビデオからDVDが発売されている。